# Salvatore Messana
Salvatore Antonio Giuseppe Messana (Caltanissetta, 2 aprile 1959) è un politico italiano, sindaco di Caltanissetta dal 1999 al 2009.

## Biografia

### Sindaco di Caltanissetta dal 1999 al 2009
Messana venne eletto sindaco di Caltanissetta al ballottaggio del 12 dicembre 1999, sostenuto da una coalizione di centro-sinistra, battendo con il 53,2% dei voti lo sfidante del centro-destra Francesco Panepinto. Succedette a Michele Abbate, il precedente sindaco, assassinato il 7 maggio 1999. Fu riconfermato alle elezioni comunali del 12 e 13 giugno 2004, quando fu rieletto sindaco al primo turno con il 55,1% dei voti.
Eletto da indipendente, aderì alla Margherita durante il suo primo mandato. Nel 2007 si candidò come segretario regionale del Partito Democratico in Sicilia contro Francantonio Genovese conseguendo il risultato del 15%. Alle elezioni amministrative del 2008 si candidò alla presidenza della provincia di Caltanissetta non essendo però eletto. Dal 2009 aderisce al partito Italia dei valori, accettando di candidarsi al Parlamento europeo nel collegio Sicilia Sardegna.
Concluse il suo secondo mandato il 25 giugno 2009, quando passò il testimone a Michele Campisi, sostenuto dal centro-destra. Dopo il mandato di sindaco continuò ad esercitare la professione di farmacista.
Sì ricandidò nel 2019 in vista delle elezioni amministrative. Sostenuto da tre liste civiche ("Progressisti per Caltanissetta", "Caltanissetta Riparte" e "Proviamoci") si posizionò al terzo posto con il 17,8% dei voti, non riuscendo quindi ad accedere al ballottaggio.

### Altri incarichi politici
Componente dal 2000 al 2009 del consiglio direttivo dell'associazione dei Comuni ANCI Sicilia, componente dal 2002 al 2009 della conferenza Regione Autonomie Locali della Regione Siciliana. Nel 2009 è nominato esperto della commissione parlamentare di inchiesta sugli errori in campo sanitario e sulle cause dei disavanzi regionali della Camera dei Deputati del Parlamento italiano. Dal 2010 al 2011 è responsabile regionale Enti Locali e segretario provinciale a Caltanissetta. Da gennaio 2011 è vice segretario di Italia dei Valori Sicilia. Dal 2013 è segretario regionale di Italia dei Valori Sicilia.
Nel novembre 2019 aderisce ad Italia Viva.fino al 2024

### Carriera professionale
Dal 6 ottobre 2007 al 2009 è presidente dell'associazione FederSanità ANCI federazione siciliana, dal 2009 al 2010 commissario regionale di Federsanita ANCI Sicilia, componente dal 2007 al 2010 del consiglio direttivo della Agenzia dei Segretari Comunali in Sicilia. È stato tra i fondatori della Federazione Nazionale Giovani Farmacisti (FENAGIFAR) e tra i fondatori della Società Italiana Farmacisti Preparatori (SIFAP). Presidente dell'Ordine Provinciale dei farmacisti di Caltanissetta dal 1999 al 2008. Dal 2 Maggio 2022 al 30 Aprile 2025 componente del PRAC    Pharmavigilance Risk Assessment Committee     ( comitato per la valutazione del rischio dall'uso dei farmaci. Farmacovigilanza) dell'EMA